# Adriano de Paiva
Adriano de Paiva de Faria Leite Brandão (Braga, 1847 - Vila Nova de Gaia, 1907) foi um fidalgo, professor e cientista português. É considerado um dos pioneiros da invenção da televisão.

## Biografia
Nascido em Braga a 22 de Abril de 1847, filho de João de Paiva da Costa Leite Brandão e de sua mulher Miquelina Emília de Faria, era descendente de Adriano de Paiva, com genealogia no Mestre de Avis.
Concluídos os seus estudos secundários, matriculou-se aos 14 anos de idade na Universidade de Coimbra, nos cursos de Filosofia e Matemática. Obteve o título de Bacharel pela Faculdade de Matemáticas aos 19 anos, e o de Doutor em Filosofia em 1868, com a tese intitulada "As causas actuais implicam diferentes épocas geológicas?" recebendo louvor pela sua capacidade dedutiva. Para receber a borla e o capelo de doutor, teve de esperar pela maioridade, aos 21 anos. Na ocasião, o seu padrinho na cerimónia foi o infante D. Augusto.
Em 1871 casa com uma prima, que possuía o título de Senhora dos Morgados de Quebrantões e mais tarde Campo Bello.
Em 1872 foi nomeado professor da nona cadeira (Química) da Academia Politécnica do Porto, vindo a lecionar, pouco depois, a sexta cadeira (Física). Nela lecciona um programa de carácter generalista, publicando neste período um tratado sobre termodinâmica.
No ano lectivo de 1877-1878, dirigiu a cadeira de Física Teórica e Experimental, patente em diversos cursos administrados na Academia. Neste período, quando foram divulgadas pela imprensa no país as notícias sobre a invenção do telefone por Alexandre Graham Bell, Paiva Brandão considerou a possibilidade de, do mesmo modo que era possível transmitir sons à distância, transmitir imagens animadas.
Embora a ideia não fosse inédita, a originalidade da sua teoria residia no fato de ter sido o primeiro a propor o uso de selênio no desenvolvimento do que denominou como um sistema de "telescopia eléctrica". Entretanto, não chegou a efetuar os testes que a comprovariam, limitando-se a publicar apenas um estudo teórico a esse respeito na revista científica "O Instituto", de Coimbra, em 1878.
Em 1881 foi nomeado correspondente da Academia das Ciências de Lisboa. Foi ainda membro associado do Instituto de Coimbra, membro fundador da Sociedade de Instrução do Porto, membro fundador e perpétuo da Sociedade dos Electricistas de Paris e presidente da secção portuguesa desta sociedade.
Em reconhecimento aos seus méritos, o rei D. Luís concedeu-lhe o título de conde de Campo Belo e nomeia-o como "par do Reino".